# Sigurimi
Cet article possède des paronymes, voir Direction principale de la Sécurité d'État et Ministère de la Sécurité d'État.
 (mai 2012).
Si vous disposez d'ouvrages ou d'articles de référence ou si vous connaissez des sites web de qualité traitant du thème abordé ici, merci de compléter l'article en donnant les références utiles à sa vérifiabilité et en les liant à la section « Notes et références ».

Armoiries de la République populaire socialiste d'Albanie.

La Drejtoria e Sigurimit të Shtetit (« Direction de la sûreté de l’État »), communément appelée Sigurimi, était le service de renseignement et la police politique de la République populaire socialiste d'Albanie. Créée en 1943 durant la Seconde Guerre mondiale, elle a fonctionné jusqu’à la chute du régime communiste en 1991, date à laquelle elle a été remplacée par le Service national de renseignement (ShIK).

## Histoire
La Sigurimi a été créée le 20 mars 1943, pendant la guerre, par Enver Hoxha, chef du mouvement de résistance communiste et futur dirigeant du pays. Il s’en servit notamment pour éliminer ses concurrents. Par la suite cette police politique a constitué un instrument essentiel de la mise en place et de la pérennisation d’un État communiste connu pour avoir été l’un des plus fermés au monde. On estime qu’un Albanais sur trois a été suspecté et persécuté par cette police politique.
Enver Hoxha a reconnu que le rôle de la Sigurimi fut primordial pour la prise de pouvoir de sa faction contre celles des autres groupes de la résistance. La « Division pour la défense du peuple », créée par Hoxha en 1945 et composée par les combattants jugés les plus fiables, est considérée comme le précurseur de la future Sigurimi, composée de 5 000 hommes. En 1989 la « Division pour la défense du peuple » fut organisée en cinq régiments d’infanterie mécanisée, pouvant être utilisés pour éliminer les ennemis internes. Les effectifs du Sigurimi s’élevaient à l’époque à environ 10 000 officiers, dont 2 500 commissaires politiques chargés de surveiller l’« Armée populaire ».
L’organisation cessa toute activité, officiellement, en juillet 1991 mais les informations sur l’organisation, ses responsabilités et ses fonctions n’étaient toujours pas consultables sous forme de publications dans les pays occidentaux. Les observateurs occidentaux pensèrent néanmoins que la plupart des officiers et dirigeants de la Sigurimi ont simplement « changé d'emblème sur leurs casquettes » tant les structures du Service national de renseignement (ShIK) étaient similaires, sans compter qu'il fonctionnait dans les mêmes locaux avec le même personnel.

## Activité
Officiellement la mission de la Sigurimi était « la défense de la révolution prolétarienne et la répression contre les opposants » du régime. Même si des immigrés albanais demandèrent l’aide des Occidentaux pour renverser le régime d'Enver Hoxha dans les années quarante et cinquante, leur action devint de plus en plus marginale grâce, notamment, à l’omniprésence de la Sigurimi, principal « ascenseur social » de la société communiste albanaise et important pourvoyeur d'activité bien rémunérée, chargé non seulement de surveiller l’ensemble des citoyens, mais aussi de réprimer toute pratique religieuse, alors strictement interdite, mais toujours profondément ancrée dans la population.  
Le personnel de l’organisation était principalement composé de volontaires, sur recommandation de membres fiables du Parti du travail d'Albanie et soumis à des contrôles politiques et psychologiques très approfondis avant de faire partie de la Sigurimi. Ils formaient un groupe d’élite et jouissaient de multiples privilèges destinés à garantir leur fidélité au régime.

## Organisation

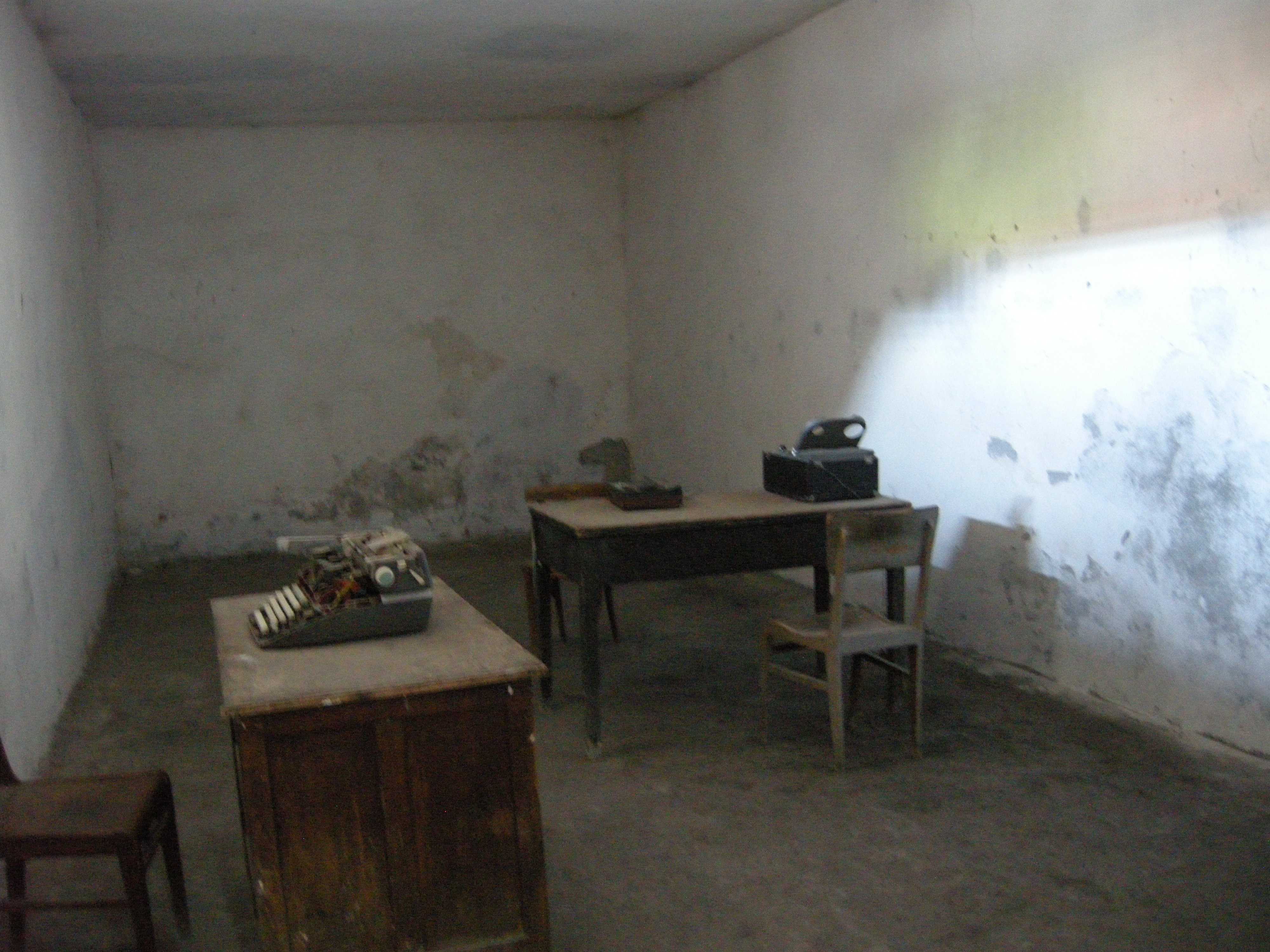
Salle d'interrogation dans les locaux de la Sigurimi à Shkodër.

La Sigurimi avait son quartier général à Tirana et des commissariats spéciaux dans chacun des 21 districts du pays. Elle était organisée en sections : contrôle politique, censure, lutte anti-religieuse, gestion des camps de prisonniers, troupes de sûreté intérieure, intégrité physique, contre-espionnage, renseignements, archives.
La fonction primordiale de la section s’occupant de la surveillance politique était de contrôler la fidélité idéologique des membres du parti et des autres citoyens. Elle était responsable de tenir éloignés du parti, du gouvernement, de l'armée et de ses mêmes apparats, tous les individus considérés comme « non-fiables » :
- ceux dont les parents et grands-parents avaient possédé des biens immobiliers ou de production avant le régime communiste ;
- ceux dont les parents et grands-parents avaient servi d’une manière ou une autre la monarchie ou pire, l’occupant italien ;
- ceux qui continuaient à pratiquer en cachette des rituels religieux ;
- ceux qui continuaient à pratiquer en cachette la culture potagère vivrière ou l’élevage domestique hors du contrôle de l’État ou pire, ceux qui tentaient d’en faire commerce ;
- ceux qui tentaient de quitter le pays en franchissant illégalement les frontières ou en tentant de traverser le détroit d'Otrante ;
- ceux qui, d’une manière ou d’une autre, s’étaient montrés opposés, ou dubitatifs, face à la prise de pouvoir et aux choix politiques d’Enver Hoxha ;

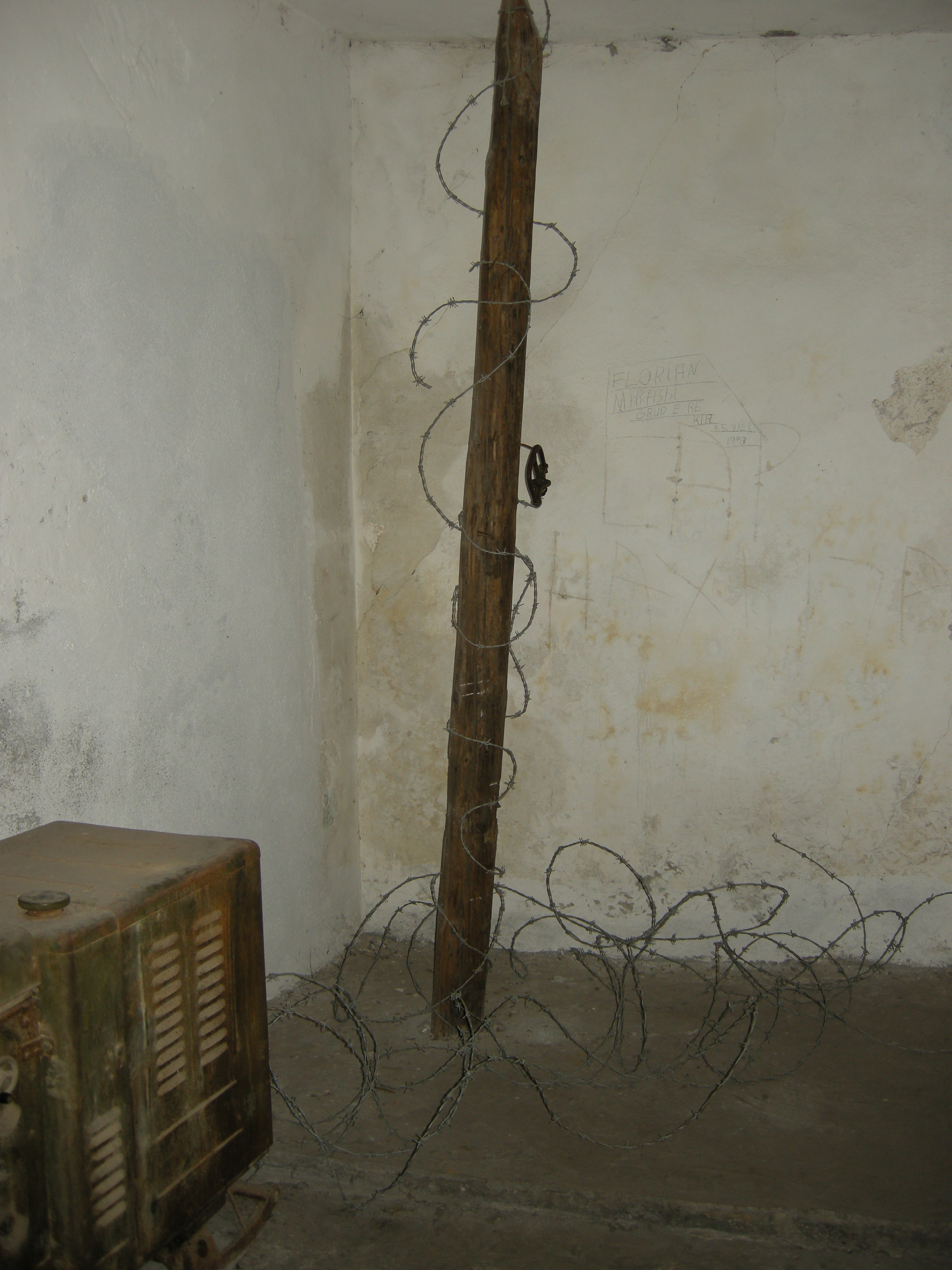
Instrument de torture à l'électricité au siège de la Sigurimi de Shkodër.

- ceux qui étaient soupçonnés d’être proches de la Yougoslavie, de l’Union soviétique, ou de la Chine après la rupture des alliances de l’Albanie avec ces pays.

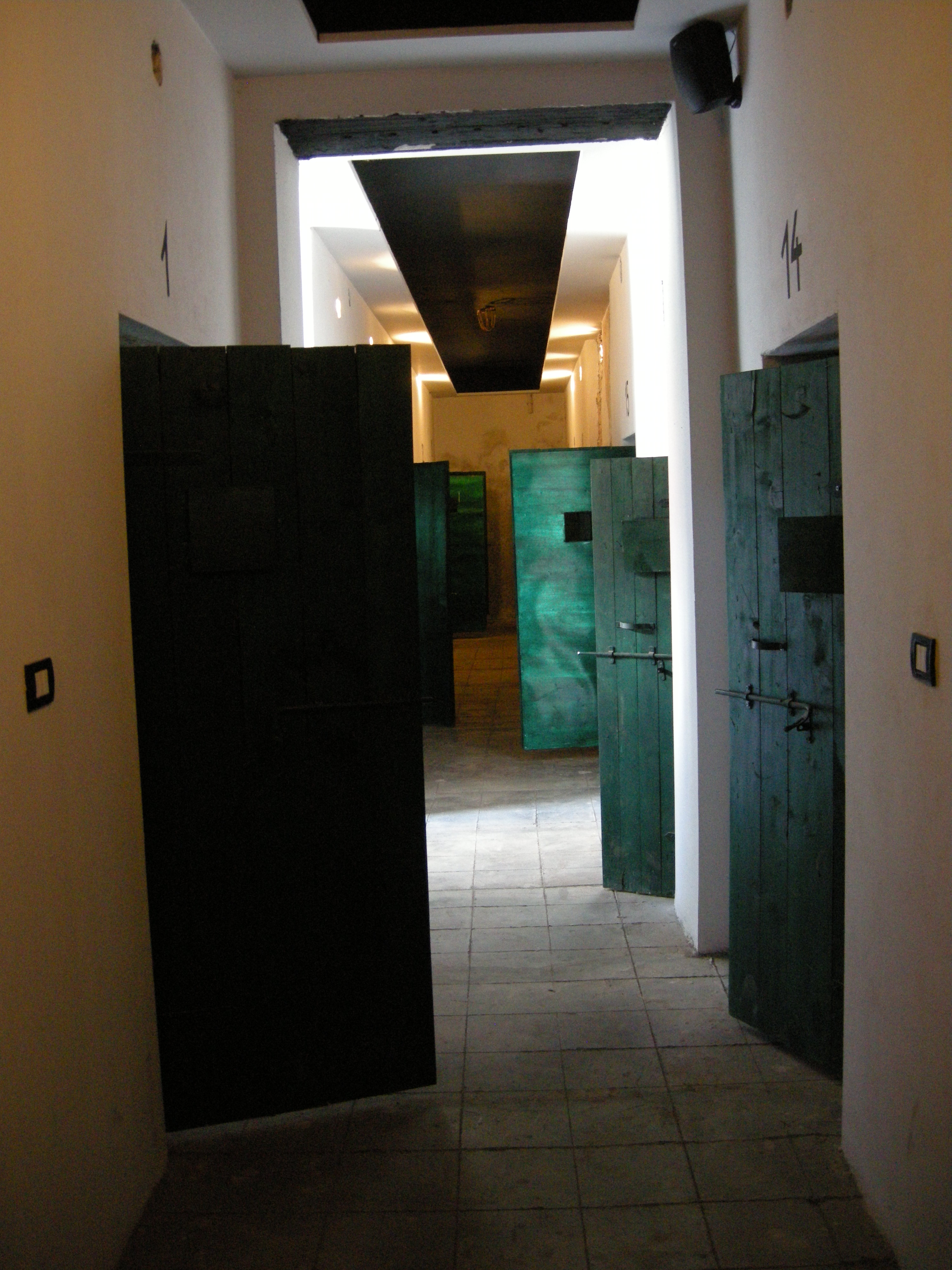
Cellules au siège de la Sigurimi de Shkodër

Outre des dizaines de milliers de citoyens ordinaires, la nomenklatura albanaise elle-même n’était pas à l’abri des persécutions de la Sigurimi, dont les enquêtes ont abouti à la condamnation à mort pour haute trahison d’au moins 170 membres du comité central et du bureau politique du parti communiste albanais. La section du contrôle politique espionnait tout le monde, notamment par le biais des microphones placés dans les locaux professionnels et les chambres d’hôtel, ainsi que grâce aux écoutes des conversations téléphoniques. La section qui s’occupait de la censure opérait vis-à-vis de la presse, de la radio et de tout autre moyen de communication, à l’intérieur de sociétés culturelles, écoles et autres organisations publiques ; elle ouvrait, lisait et refermait tout le courrier. La section des archives administrait les statistiques et documents du gouvernement, surtout les statistiques économiques et sociales, gérées comme des secrets d’État.
La section administrant les camps de prisonniers s’occupait de « rééduquer » les internés et d’évaluer le degré de dangerosité de ces derniers dans la société. Les sections locales fournissaient les gardes pour les quatorze structures carcérales dispersées dans tout le pays. Les camps de Burrel et de Spaç étaient les plus durs avec une importante mortalité. La section pour l’intégrité physique était composée de gardes chargés de la sécurité des dirigeants du parti et du gouvernement ainsi que de la protection des installations stratégiques civiles et militaires. La section du contre-espionnage neutralisait les opérations de renseignements réalisées par les puissances étrangères, surveillait les personnes supposées former des groupes opposés au régime, et désinformait la presse étrangère, non sans succès car l’Albanie fut présentée, dans plus d’un article italien ou français, comme une sorte de « paradis des travailleurs » ayant accompli ce que les autres pays communistes ne parvenaient pas à réaliser.
La section d’espionnage enfin recueillait les renseignements concernant les moyens et les intentions d’autres pays pouvant potentiellement menacer le régime d’Enver Hoxha. Ses officiers avaient des couvertures dans les missions diplomatiques, culturelles et commerciales que l’Albanie avait dans le monde.